# No Regret
No Regret (tiếng Hàn: 후회하지 않아, dịch nghĩa: Không hối tiếc) là một bộ phim Hàn Quốc năm 2006 và là phim ra mắt đầu tiên của đạo diễn Leesong Hee-il dựa trên truyện ngắn Lãng mạn (Good Romance) của ông. No Regret được coi là "bộ phim về đề tài đồng tính thực sự của Hàn Quốc" và cũng là bộ phim đầu tiên được đạo diễn bởi một nhà làm phim là người công khai đồng tính.

## Nội dung
Su-min là một trẻ mồ côi và đã được 18 tuổi nên anh phải rời viện mồ côi. Không có tiền trả cho trường đại học nơi anh đang học, anh lên Seoul để làm nhiều việc khác nhau. Sau khi bị đuổi việc ở một nhà máy, Su-min tìm được việc ở một quán bar. Đầu tiên, ông chủ quán bar không thích nhận anh vì ông ta biết rằng các nhân viên phục vụ là người đồng tính công khai thường bỏ đi sau khi có tình cảm với khách. Từ bỏ chuyện yêu đương, Su-min tin rằng điều đó sẽ không xảy ra với mình cho đến một ngày một người quen cũ đến quán bar.

## Diễn viên
- Lee Yeong-hoon vai Lee Su-min
- Kim Nam-gil vai Song Jae-min
- Jo Hyeon-cheo
- Kim Dong-wook
- Jeong Seung-gil
- Lee Seung-won
- Hwang Choon-ha
- Kim Jung-hwa
- Lee Seung-cheol

## Công chiếu
No Regret được công chiếu ở Hàn Quốc vào ngày 16 tháng 11 năm 2006 và bán hết khoảng 43.000 vé trở thành bộ phim chiếu rạp có doanh thu cao nhất. Bộ phim sau đó được chiếu ở Liên hoan phim Berlin lần thứ 57 vào tháng 2 năm 2007 và tham gia tranh giải tại Liên hoan phim châu Á Barcelona lần thứ 9 vào năm 2007.

## Giải thưởng
Leesong Hee-il giành được giải thưởng Đạo diễn Xuất sắc nhất cho phim này ở Các giải thưởng Đạo diễn CUT 2006 (Director’s CUT Awards).